# تضعیف‌کننده (الکترونیک)

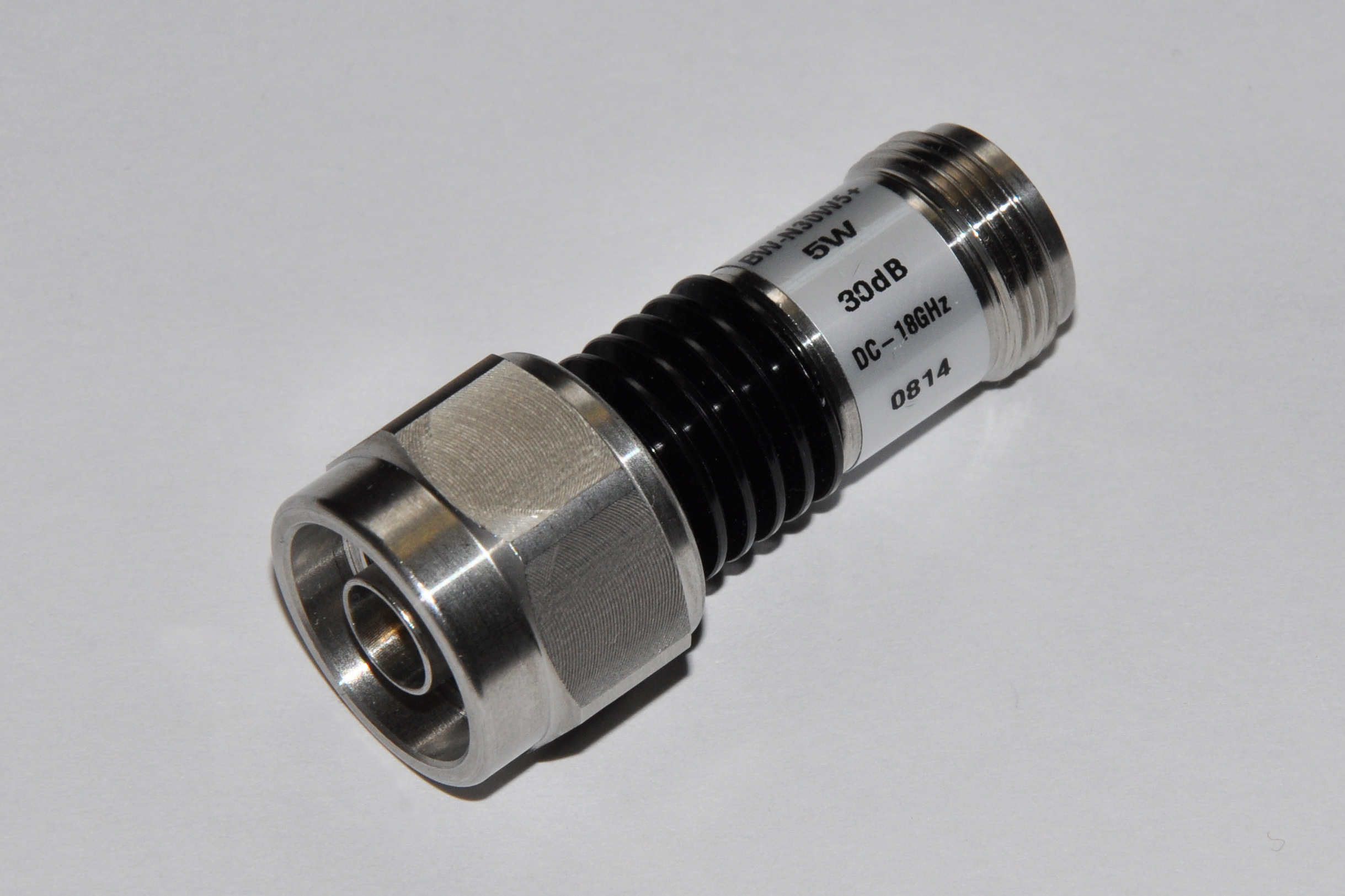
تضعیف‌کننده ۳۰ دسی‌بل ۵ وات آراف، DC تا ۱۸ گیگاهرتز، با اتصالات کواکسیال نوع-N

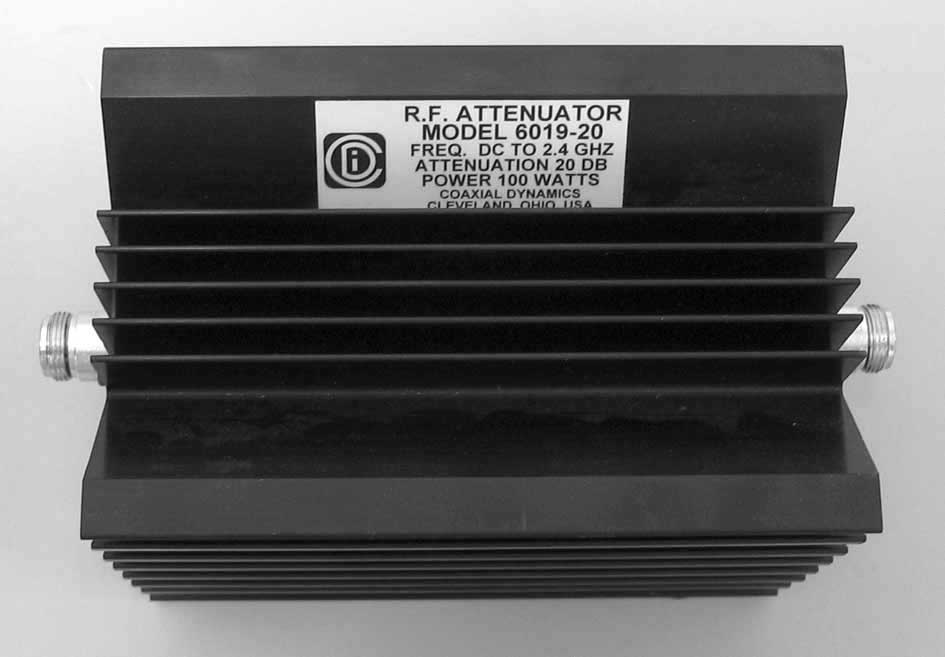
تضعیف‌کننده قدرت ۱۰۰ وات

تضعیف‌کننده نوعی قطعه الکترونیکی است که بدون اعوجاج قابل ملاحظه شکل‌موج ، توان سیگنال را کاهش می‌دهد.
تضعیف‌کننده در واقع مخالف تقویت‌کننده است، هرچند که این دو با روش‌های مختلفی کار می‌کنند. در حالی که تقویت‌کننده بهره را فراهم می‌کند، تضعیف‌کننده تلف یا بهره کمتر از ۱ را ایجاد می‌کند.

## مدارهای تضعیف‌کننده

مدار تضعیف‌کننده نامتعادل از نوع-π

مدار تضعیف‌کننده متعادل نوع-π

مدار تضعیف‌کننده نامتعادل از نوع-T

مدار تضعیف‌کننده متعادل نوع-T

## مشخصه‌های تضعیف‌کننده

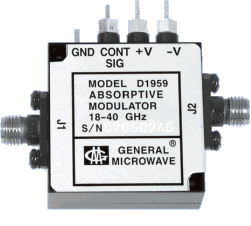
تضعیف‌کننده مایکروویو RF

مشخصات کلیدی تضعیف‌کننده‌ها عبارتند از:
- تضعیف بیان شده بر حسب دسی‌بل از توان نسبی. یک پد 3 dB توان را به نصف، ۶ دسی‌بل به یک چهارم، ۱۰ دسی‌بل به یک دهم، ۲۰ دسی‌بل به یک صدم، 30 dB به یک هزارم و غیره کاهش می‌دهد. برای ولتاژ، شما dBها را دو برابر می‌کنید، به عنوان مثال 6 dB نیم در ولتاژ است.
- امپدانس اسمی، به عنوان مثال ۵۰ اهم
- پهنای‌باند فرکانس، به عنوان مثال DC تا ۱۸ گیگاهرتز
- اتلاف توان به جرم و سطح ناحیه ماده مقاومت و همچنین پره‌های خنک‌کننده اضافی ممکن بستگی دارد.
- SWR نسبت موج ایستا برای درگاه‌های ورودی و خروجی است
- دقت
- تکرارپذیری

## تضعیف‌کننده آراِف
تضعیف‌کننده فرکانس رادیویی به‌طور معمول دارای ساختار هم‌محور با اتصالات دقیق به عنوان پورت و ساختار داخلی کواکسیال، میکرو نواری یا فیلم-نازک هستند. بالای SHF ساختار موجبر ویژه لازم است.
مشخصات مهم عبارتند از:
- دقت،
- SWR کم،
- پاسخ فرکانس هموار و
- تکرارپذیری

## تضعیف‌کننده‌های صوتی
یک تضعیف‌کننده سطح-خط در پیش تقویت‌کننده یا یک تضعیف‌کننده توان پس از تقویت‌کننده توان از مقاومت الکتریکی برای کاهش دامنه سیگنالی که به بلندگو می‌رسد استفاده می‌کند و باعث کاهش حجم صدای خروجی می‌شود.
- تضعیف‌کننده توان (گیتار)
- تقویت‌کننده گیتار

### شکل‌های مرجع برای محاسبه اجزای تضعیف‌کننده

مقاومت منحصر به فرد برای پدهای Tee, Pi و L.

### محاسبه مقاومت متقارن T پد
{\displaystyle A=10^{-\mathrm {Loss} /20}\qquad R_{a}=R_{b}=Z_{S}{\frac {1-A}{1+A}}\qquad R_{c}={\frac {Z_{s}^{2}-R_{b}^{2}}{2R_{b}}}\qquad \,} به والکنبورگ ص ۱۱–۳ مراجعه کنید

### محاسبه مقاومت پد پی متقارن
{\displaystyle A=10^{-\mathrm {Loss} /20}\qquad R_{x}=R_{y}=Z_{S}{\frac {1+A}{1-A}}\qquad R_{z}={\frac {2R_{x}}{\left({\frac {R_{x}}{Z_{S}}}\right)^{2}-1}}\qquad \,} به والکنبورگ ص ۱۱–۳ مراجعه کنید

### L-پد برای محاسبه مقاومت تطبیق امپدانس
{\displaystyle R_{q}={\frac {Z_{m}}{\sqrt {\rho -1}}}\qquad R_{p}=Z_{m}{\sqrt {\rho -1}}}
{\displaystyle {\text{Loss}}=20\log _{10}\left({\sqrt {\rho -1}}+{\sqrt {\rho }}\right)\quad {\text{where}}\quad \rho ={\frac {Z_{1}}{Z_{2}}}\quad Z_{m}={\sqrt {Z_{1}Z_{2}}}{\text{  }}\,} به والکنبورگ ص ۱۱–۳ مراجعه کنید

### تبدیل T-پد به Pi پد
این تبدیل Y-Δ است
{\displaystyle R_{z}={\frac {R_{a}R_{b}+R_{a}R_{c}+R_{b}R_{c}}{R_{c}}}\qquad R_{x}={\frac {R_{a}R_{b}+R_{a}R_{c}+R_{b}R_{c}}{R_{b}}}\qquad R_{y}={\frac {R_{a}R_{b}+R_{a}R_{c}+R_{b}R_{c}}{R_{a}}}.}

### تبدیل pi-پد به T-پد
این تبدیل Δ-Y است
{\displaystyle R_{c}={\frac {R_{x}R_{y}}{R_{x}+R_{y}+R_{z}}}\qquad R_{a}={\frac {R_{z}R_{x}}{R_{x}+R_{y}+R_{z}}}\qquad R_{b}={\frac {R_{z}R_{y}}{R_{x}+R_{y}+R_{z}}}}

### تبدیل بیندو-دهانه‌ایو پدها

#### T-پد به پارامترهای امپدانس
پارامترهای امپدانس برای یک دودهانه‌ای غیرفعال هستند
{\displaystyle V_{1}=Z_{11}I_{1}+Z_{12}I_{2}\qquad V_{2}=Z_{21}I_{1}+Z_{22}I_{2}\qquad {\text{with}}\qquad Z_{12}=Z_{21}\,}
همیشه می‌توان یک پد t مقاومتی را به عنوان دودهانه نشان داد. نمایش به ویژه با استفاده از پارامترهای امپدانس ساده است:
{\displaystyle Z_{21}=R_{c}\qquad Z_{11}=R_{c}+R_{a}\qquad Z_{22}=R_{c}+R_{b}\,}

#### پارامترهای امپدانس به T-پد
{\displaystyle R_{c}=Z_{21}\qquad R_{a}=Z_{11}-Z_{21}\qquad R_{b}=Z_{22}-Z_{21}\,}

#### پارامترهای امپدانس برای pi-پد
{\displaystyle R_{z}={\frac {Z_{11}Z_{22}-Z_{21}^{2}}{Z_{21}}}\qquad R_{x}={\frac {Z_{11}Z_{22}-Z_{21}^{2}}{Z_{22}-Z_{21}}}\qquad R_{y}={\frac {Z_{11}Z_{22}-Z_{21}^{2}}{Z_{11}-Z_{21}}}\qquad }

#### Pi-پد به پارامترهای ادمیتانس
پارامترهای ادمیتانس برای دودهانه غیرفعال هستند
{\displaystyle I_{1}=Y_{11}V_{1}+Y_{12}V_{2}\qquad I_{2}=Y_{21}V_{1}+Y_{22}V_{2}\qquad {\text{with}}\qquad Y_{12}=Y_{21}\,}
{\displaystyle Y_{21}={\frac {1}{R_{z}}}\qquad Y_{11}={\frac {1}{R_{x}}}+{\frac {1}{R_{z}}}\qquad Y_{22}={\frac {1}{R_{y}}}+{\frac {1}{R_{z}}}\,}

#### پارامترهای ادمیتانس به pi-پد
{\displaystyle R_{z}={\frac {1}{Y_{21}}}\qquad R_{x}={\frac {1}{Y_{11}-Y_{21}}}\qquad R_{y}={\frac {1}{Y_{22}-Y_{21}}}\,}

### حالت کلی، تعیین پارامترهای امپدانس از الزامات
کمینه تلف بدست می‌آید با
{\displaystyle \mathrm {Loss_{min}} =20\log _{10}\left({\sqrt {\rho -1}}+{\sqrt {\rho }}\right)\,\quad {\text{where}}\quad \rho ={\frac {\max[Z_{S},Z_{\text{Load}}]}{\min[Z_{S},Z_{\text{Load}}]}}}
اگرچه دودهانه تطبیق غیرفعال می‌تواند تلفات کمتری داشته باشد، اگر این کار انجام شود، به یک پد تضعیف‌کننده مقاومتی تبدیل نخواهد شد.
{\displaystyle A=10^{-\mathrm {Loss} /20}\qquad Z_{11}=Z_{S}{\frac {1+A^{2}}{1-A^{2}}}\qquad Z_{22}=Z_{\text{Load}}{\frac {1+A^{2}}{1-A^{2}}}\qquad Z_{21}=2{\frac {A{\sqrt {Z_{S}Z_{\text{Load}}}}}{1-A^{2}}}}

## یادداشت
1. ↑  "Attenuators, Fixed | Keysight (formerly Agilent's Electronic Measurement)". www.keysight.com (به انگلیسی). Retrieved 2018-08-31.
2. 1 2 3  (Valkenburg 1998)
3. ↑  (Valkenburg 1998)
4. 1 2  (Hayt 1981، ص. 494)